# Classement du meilleur jeune du Tour d'Italie

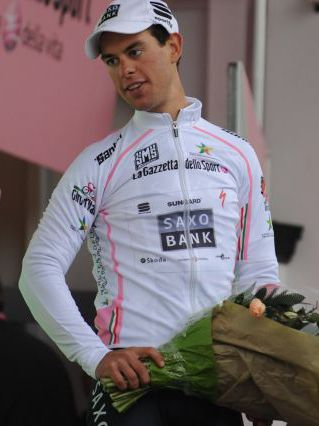
Richie Porte avec le maillot blanc du meilleur jeune lors du Tour d'Italie 2010.

Le classement du meilleur jeune du Tour d'Italie créé en 1976, est l'un des classements annexes de la course à étapes le Tour d'Italie. Il s'agit d'un classement qui récompense le meilleur coureur de 25 ans et moins du classement général. Au cours de la course, le leader du classement porte pour le différencier un maillot blanc (Maglia bianca).

## Histoire
De 1976 à 1994, l'âge limite est fixé à 24 ans. Après 1994, le classement est abandonné.
Il réapparaît en 2007, avec une nouvelle limite d'âge fixée à 25 ans. 
Le premier coureur à gagner le classement est l'Italien Alfio Vandi en 1976. Sept cyclistes ayant remporté au cours de leur carrière le maillot blanc de meilleur jeune, ont également remporté le Tour d'Italie : Roberto Visentini, Franco Chioccioli, Pavel Tonkov, Evgueni Berzin, Nairo Quintana, Tao Geoghegan Hart et Egan Bernal ces quatre derniers gagnant le maillot rose et le maillot blanc la même année.

## Palmarès
| Année     | Nom                | Pays             | Équipe                   | Classement général |
| --------- | ------------------ | ---------------- | ------------------------ | ------------------ |
| 1976      | Alfio Vandi        | Italie           | Magniflex-Torpado        | 7e                 |
| 1977      | Mario Beccia       | Italie           | Sanson                   | 9e                 |
| 1978      | Roberto Visentini  | Italie           | Vibor                    | 15e                |
| 1979      | Silvano Contini    | Italie           | Bianchi-Faema            | 5e                 |
| 1980      | Tommy Prim         | Suède            | Bianchi-Piaggio          | 4e                 |
| 1981      | Giuseppe Faraca    | Italie           | Hoonved-Bottecchia       | 11e                |
| 1982      | Marco Groppo       | Italie           | Metauro Mobili-Pinarello | 9e                 |
| 1983      | Franco Chioccioli  | Italie           | Vivi-Benotto             | 16e                |
| 1984      | Charly Mottet      | France           | Renault-Elf              | 21e                |
| 1985      | Alberto Volpi      | Italie           | Sammontana-Bianchi       | 10e                |
| 1986      | Marco Giovannetti  | Italie           | Gis Gelati               | 8e                 |
| 1987      | Roberto Conti      | Italie           | Selca-Conti              | 15e                |
| 1988      | Stefano Tomasini   | Italie           | Fanini-Seven Up          | 9e                 |
| 1989      | Vladimir Poulnikov | Union soviétique | Alfa Lum                 | 11e                |
| 1990      | Vladimir Poulnikov | Union soviétique | Alfa Lum                 | 4e                 |
| 1991      | Massimiliano Lelli | Italie           | Ceramiche Ariostea       | 3e                 |
| 1992      | Pavel Tonkov       | CEI              | Lampre-Colnago           | 7e                 |
| 1993      | Pavel Tonkov       | Russie           | Lampre-Polti             | 5e                 |
| 1994      | Evgueni Berzin     | Russie           | Gewiss-Ballan            | Maillot rose       |
| 1995-2006 | Non attribué       | Non attribué     | Non attribué             | Non attribué       |
| 2007      | Andy Schleck       | Luxembourg       | Team CSC                 | 2e                 |
| 2008      | Riccardo Riccò     | Italie           | Saunier Duval-Prodir     | 2e                 |
| 2009      | Kevin Seeldraeyers | Belgique         | Quick Step               | 14e                |
| 2010      | Richie Porte       | Australie        | Team Saxo Bank           | 7e                 |
| 2011      | Roman Kreuziger    | Tchéquie         | Astana                   | 6e                 |
| 2012      | Rigoberto Urán     | Colombie         | Sky                      | 7e                 |
| 2013      | Carlos Betancur    | Colombie         | AG2R La Mondiale         | 5e                 |
| 2014      | Nairo Quintana     | Colombie         | Movistar                 | Maillot rose       |
| 2015      | Fabio Aru          | Italie           | Astana                   | 2e                 |
| 2016      | Bob Jungels        | Luxembourg       | Etixx-Quick Step         | 6e                 |
| 2017      | Bob Jungels        | Luxembourg       | Quick-Step Floors        | 8e                 |
| 2018      | Miguel Ángel López | Colombie         | Astana                   | 3e                 |
| 2019      | Miguel Ángel López | Colombie         | Astana                   | 7e                 |
| 2020      | Tao Geoghegan Hart | Grande-Bretagne  | Ineos Grenadiers         | Maillot rose       |
| 2021      | Egan Bernal        | Colombie         | Ineos Grenadiers         | Maillot rose       |
| 2022      | Juan Pedro López   | Espagne          | Trek-Segafredo           | 10e                |
| 2023      | João Almeida       | Portugal         | UAE Emirates             | 3e                 |
| 2024      | Antonio Tiberi     | Italie           | Bahrain Victorious       | 5e                 |
| 2025      | Isaac Del Toro     | Mexique          | UAE Emirates             | 2e                 |

## Statistiques

### Multiples vainqueurs
| Victoires | Coureur            | Pays             | Années       |
| --------- | ------------------ | ---------------- | ------------ |
| 2         | Vladimir Poulnikov | Union soviétique | 1989 et 1990 |
| 2         | Pavel Tonkov       | Russie           | 1992 et 1993 |
| 2         | Bob Jungels        | Luxembourg       | 2016 et 2017 |
| 2         | Miguel Ángel López | Colombie         | 2018 et 2019 |

### Victoires par pays
| Victoires | Pays                                                                              |
| --------- | --------------------------------------------------------------------------------- |
| 15        | Italie                                                                            |
| 6         | Colombie                                                                          |
| 3         | Luxembourg Russie                                                                 |
| 2         | Union soviétique                                                                  |
| 1         | Australie Belgique France Grande-Bretagne Suède Tchéquie Espagne Portugal Mexique |